# Xenonemesia otti
Xenonemesia otti is een spinnensoort uit de familie Microstigmatidae. De soort komt voor in Brazilië.